# Gedrängter Salbei
Der Gedrängte Salbei (Salvia confertiflora) ist eine Pflanzenart aus der artenreichen Gattung Salbei (Salvia) in der Familie der Lippenblütler (Lamiaceae).

## Beschreibung
Der Gedrängte Salbei ist eine ausdauernde krautige Pflanze, die Wuchshöhen von 1,3 bis 2 Meter erreicht und auch etwa ebenso breit wird. 

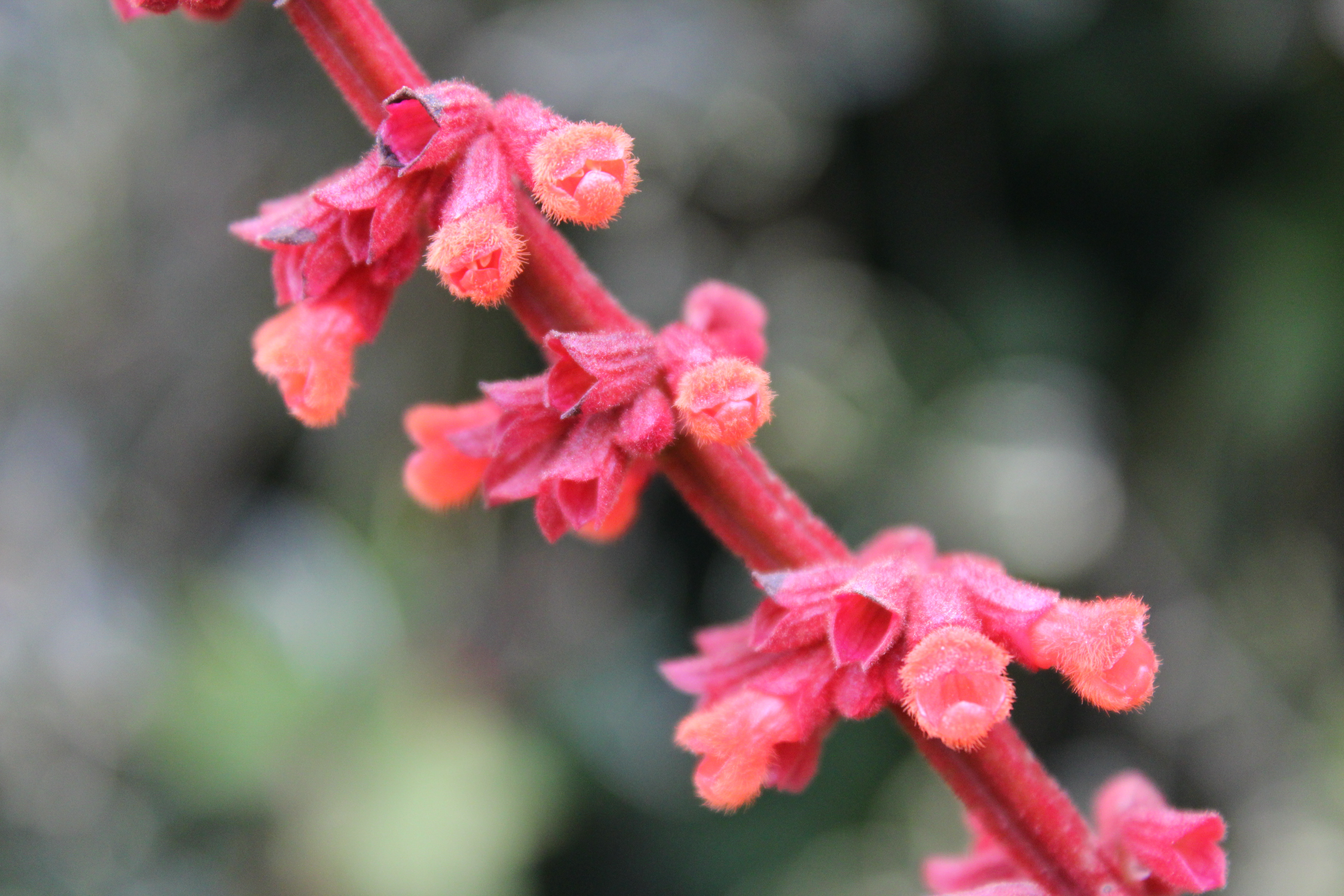
Blütenstand von Salvia confertiflora

Die Laubblätter sind dunkelgrün mit leichter gelblicher Tönung. Die Blattspreiten der größten Blätter werden bis 18 Zentimeter lang und 9 Zentimeter breit. Die Blattoberfläche ist tief faltig, der Blattrand ist gesägt. Die Stängel und Blattstiele sind weich rotbraun behaart.
Die Art ist ein Spätblüher; die Blütezeit ist im Herbst von Anfang September bis zum Einsetzen der Frostperiode. Zur Blütezeit ist die Pflanze reich mit Blättern und Blütenständen bedeckt, so dass in Kultur Stützhilfen und Windschutz für die Blütezeit empfohlen werden. Die ährenartigen aufrechten Blütenstände sind 30–60 Zentimeter lang und so dicht behaart, dass sie wie rotbraun bepelzt erscheinen. Ebenso sind der Blütenstandsstiel und die Blütenstiele rotbraun behaart. Die zahlreichen und dicht am Blütenstand stehenden Blüten (hieraus erklärt sich das Artepitheton confertiflora, übersetzt ‚dichtgedrängt-blütig‘) sind rund 1 Zentimeter lang und orangerot. 

## Verbreitung und Standorte
Die Heimat des Gedrängten Salbeis ist das südöstliche Brasilien. Die Pflanze wird seit den 1960er Jahren auch in Gärten in den USA kultiviert; sie war mit großer Wahrscheinlichkeit vorher bereits in Großbritannien und Frankreich in Kultur. 
Die Art verträgt nur leichtere Fröste.

## Systematik
Die Art wurde vom österreichischen Botaniker Johann Baptist Emanuel Pohl in seinem 1826–1833 herausgegebenen Werk Plantarum Brasiliae Icones et Descriptiones hactenus ineditae erstbeschrieben.
Eine durch Johann Anton Schmidt (1823–1905) in der Flora Brasiliensis von Carl Friedrich Philipp von Martius 1858 beschriebene Varietät Salvia confertiflora var. angustifolia ist nicht als solche anerkannt, gilt folglich als Synonym für den Typus.

## Vermehrung
Die Pflanze kann leicht über Stecklinge vermehrt werden.